# Occupation britannique des îles Féroé

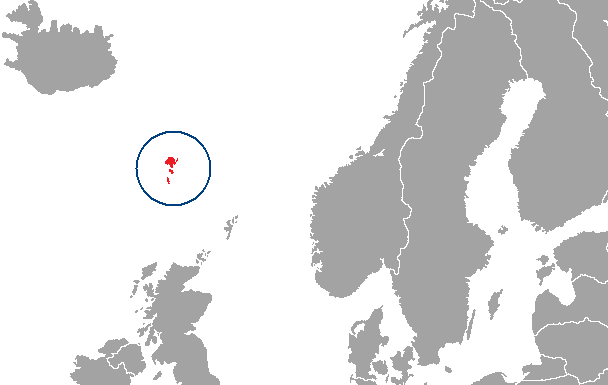
La position géographique des îles Féroé dans l'Atlantique Nord avait une importance stratégique pour le Royaume-Uni.

L'occupation britannique des îles Féroé durant la Seconde Guerre mondiale, également connue sous le nom d'« opération Valentine », a été mise en œuvre immédiatement après l'invasion allemande du Danemark et de la Norvège.
En avril 1940, le Royaume-Uni occupe les îles Féroé, stratégiquement importantes, afin de prévenir une invasion allemande. Les troupes britanniques les ont quittées peu après la fin de la guerre.

## L'occupation

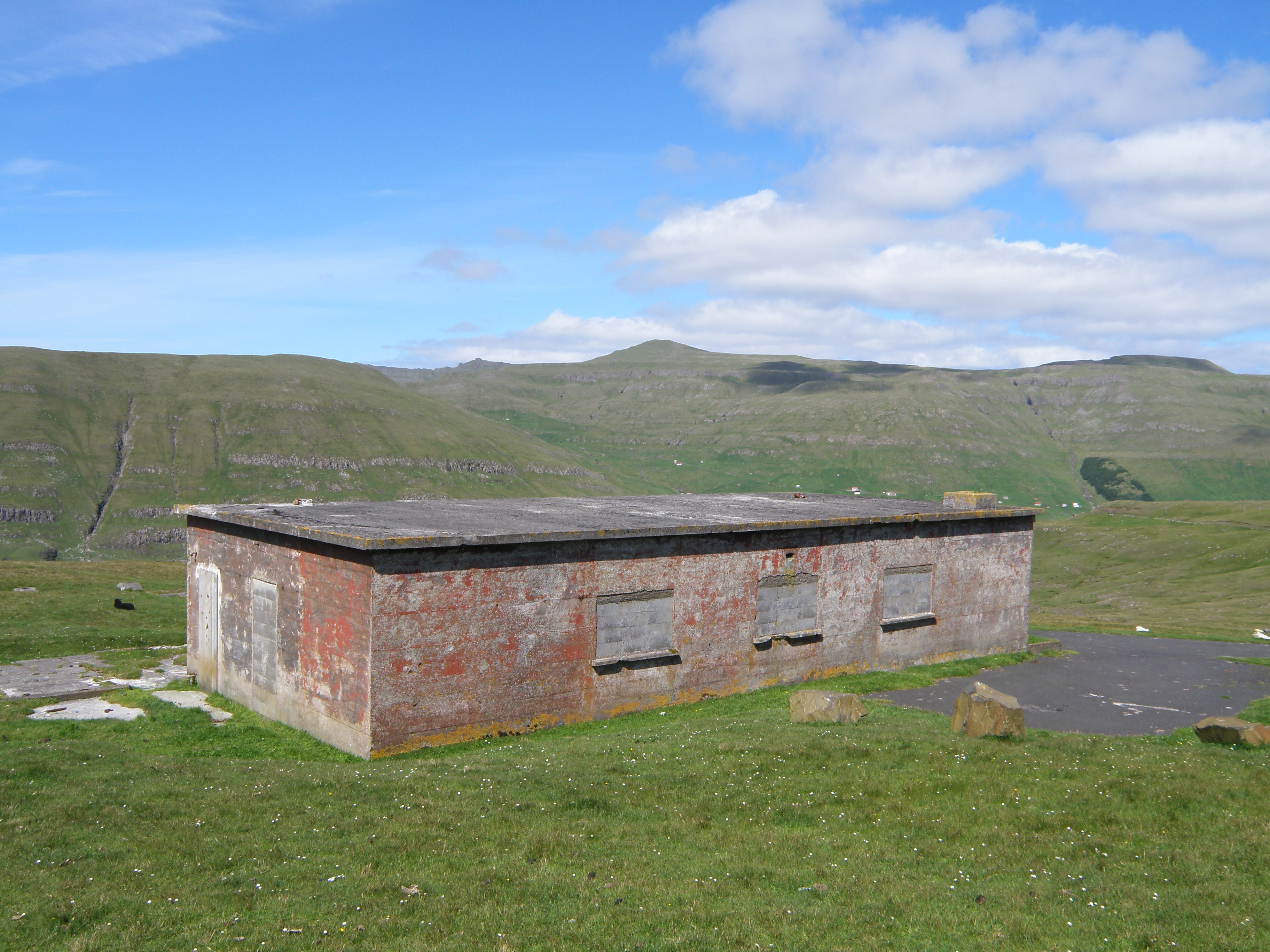
Casemates britanniques à, près de Vágur, dans l'île de Suðuroy.

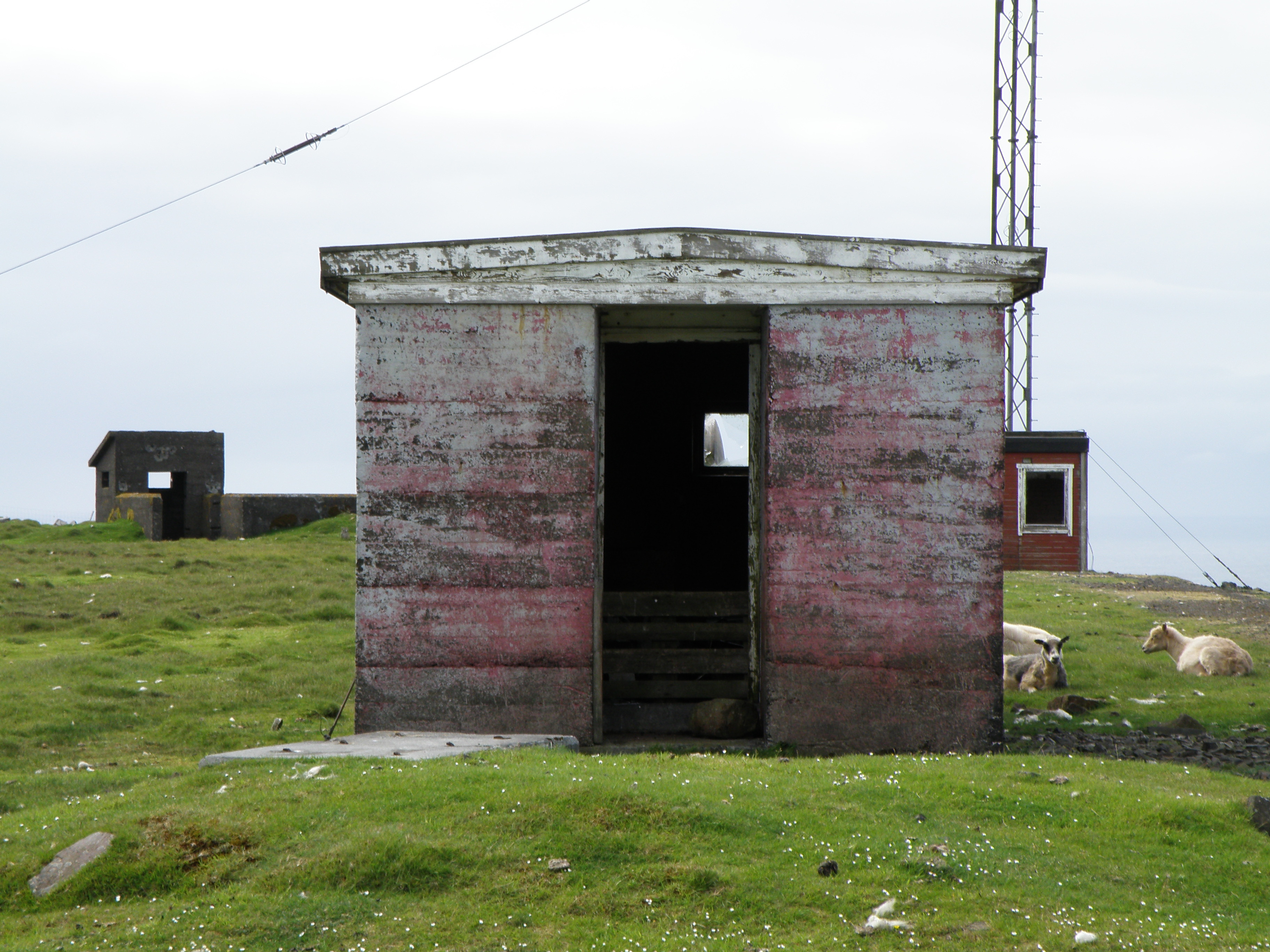
Casemates britanniques à la pointe, le point le plus méridional de l'île de Suðuroy et des îles Féroé.

Avant l'occupation, les îles Féroé ont le statut d'un amt du Danemark. Après l'invasion et l'occupation du Danemark par les forces allemandes le 9 avril 1940, les forces britanniques lancent l'« opération Valentine » pour occuper les îles Féroé. Le 11 avril, Winston Churchill — alors premier lord de l'Amirauté — annonce à la Chambre des communes que les îles Féroé sont occupées :

« Nous occupons en ce moment les îles Féroé, qui appartiennent au Danemark et sont un point stratégique de haute importance et dont la population s'est montrée toute disposée à nous recevoir avec chaleur. Nous allons protéger les îles Féroé de toutes les rigueurs de la guerre et nous y établir commodément par la mer et l'air jusqu'à ce que le moment vienne de les rendre au Danemark libéré de l'asservissement immonde dans lequel l'agression allemande l'a plongé. »

La radio BBC diffuse la nouvelle. Un avion de la Royal Air Force (RAF) est vu au-dessus de Tórshavn le même jour.
Le 12 avril, deux destroyers de la Royal Navy arrivent au port de Tórshavn. Après une rencontre avec Carl Aage Hilbert (en) (préfet danois des îles) et Kristian Djurhuus (en) (président du Løgting, Parlement des îles Féroé), une réunion d'urgence du Løgting est convoquée l'après-midi même. Des indépendantistes tentent de déclarer l'indépendance des îles Féroé, mais sont mis en minorité. Le soir, le préfet annonce aux Féroïens l'occupation des îles, l'imposition d'un blackout nocturne à Tórshavn et à Argir, la censure de la poste et de la télégraphie, ainsi que l'interdiction d'utiliser des véhicules à moteur pendant la nuit sans l'autorisation de la police.
Le 13 avril, le croiseur de la Royal Navy HMS Suffolk arrive à Tórshavn. Le colonel T.B.W. Sandall (commandant militaire britannique) et Frederick Mason (en) (nouveau consul britannique aux îles Féroé) rencontrent le préfet danois, dont le discours constitue pour le premier une protestation officielle, mais le préfet prend soin de préciser que l'occupation du Danemark l'empêche de représenter officiellement le gouvernement danois. Il accepte les termes britanniques sur la foi que le Royaume-Uni ne cherchera pas à s'ingérer dans les affaires intérieures de l'archipel. Le Løgting émet cependant une protestation officielle tout en exprimant le souhait de relations amicales. Deux cent cinquante Royal Marines sont débarqués, remplacés plus tard par d'autres troupes britanniques. Dans les faits, les forces britanniques et les autorités des îles Féroé entretiennent des relations cordiales.
En mai, les Royal Marines sont remplacés par des soldats du régiment écossais Lovat Scouts (en), eux-mêmes remplacés en 1942 par les Cameronians (fusiliers écossais). À partir de 1944, la garnison britannique est considérablement réduite.
L'écrivain Eric Linklater, qui sert alors dans l'armée britannique et fréquente les îles Féroé pendant la Seconde Guerre mondiale, utilise ce territoire comme cadre de son roman de 1956, The Dark of Summer, dont l'action se déroule à cette époque. Il écrit également The Northern Garrisons: The Army at War (Les garnisons du Nord : l'armée en guerre) en 1941 et, en 1948, la préface du livre de Kenneth Williamson (en), The Atlantic Islands: a Study of the Faeroe Life and Scene (Les îles de l'Atlantique : Étude des us et coutumes féroïens).

## Conséquences

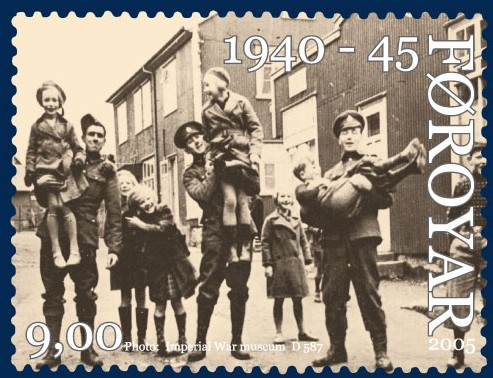
Timbre des Féroé de 2005 commémorant les relations amicales entre les soldats britanniques et la population féroïenne durant la guerre.

Une plaque apposée par les anciens combattants britanniques dans la cathédrale de Tórshavn exprime leurs remerciements à la population féroïenne pour la gentillesse qu'elle leur a témoignée lors de leur présence. Environ 170 mariages ont eu lieu entre soldats britanniques et Féroïennes. Le consul britannique Frederick Mason (en) (1913-2008) a également épousé une femme des îles, Karen Rorholm. Ils les ont ensuite quittées en 1943, lorsqu'il fut nommé consul du Royaume-Uni à Colón, au Panamá. Il deviendra plus tard, après avoir été fait compagnon de l'ordre de Saint-Michel et Saint-George, ambassadeur du Royaume-Uni au Chili (1966-1970), puis représentant permanent de son pays auprès du bureau genevois de l'Organisation des Nations unies (1971-1973).
Les îles Féroé ont subi des attaques occasionnelles d'appareils de la Luftwaffe au cours de la guerre, mais une invasion à grande échelle n'a jamais été tentée. La dérive des mines marines s'est avérée un problème considérable parce qu'elle a causé la perte de nombreux bateaux de pêche et de leurs équipages. Le chalutier Nýggjaberg a été coulé le 28 mars 1942 près de l'Islande ; vingt-et-un marins féroïens ont été tués dans la pire perte de vies des îles Féroé durant la guerre. Pendant la guerre, les navires des îles Féroé ont dû battre pavillon féroïen et peindre FAROES / FØROYAR sur chaque côté de la coque pour permettre à la Royal Navy de les identifier comme « alliés ».
Pour éviter l'inflation, les billets de banque danois en circulation sur les îles ont été frappés d'une estampille limitant leur validité aux îles Féroé. Le cours de la couronne danoise (dans les îles Féroé) a été fixé à 22,4 couronnes pour 1 livre sterling. Des « billets d'urgence » ont été émis, et des billets de banque spécifiques aux îles Féroé ont ensuite été imprimés par Bradbury Wilkinson (en) en Angleterre (voir l'article Couronne féroïenne).
Pendant l'occupation, le Løgting a eu les pleins pouvoirs législatifs, même si c'était par pragmatisme, le Danemark étant occupé. Bien que l'Islande soit devenue une république indépendante en 1944, Churchill a refusé d'approuver une modification du statut constitutionnel des îles Féroé pendant l'occupation du Danemark. Après la libération de celui-ci et la fin de la Seconde Guerre mondiale en Europe, l'occupation des îles a pris fin en mai 1945, et les derniers soldats britanniques les ont quittées en septembre. La population féroïenne ayant vécu l'autogestion pendant la guerre, le retour au statut d'amt d'avant-guerre était irréaliste et impopulaire. Un référendum sur l'indépendance a donc eu lieu en 1946, et l'autonomie des îles au sein du royaume du Danemark a été accordée officiellement en 1948.
Le plus important signe tangible de la présence britannique aux Féroé est la piste de l'aéroport de Vágar. D'autres traces subsistent, dont les canons navals de la forteresse de Skansin à Tórshavn, qui servait de quartier général à l'armée britannique. On trouve un autre rappel du passage de cette dernière dans le goût que les Féroïens ont pris au fish and chips et au chocolat britannique comme le Dairy Milk (en), qu'il est facile de trouver dans les magasins de toutes les îles, mais pas au Danemark.
En 1990, le gouvernement des îles Féroé a organisé la « Semaine britannique » pour célébrer le cinquantième anniversaire de l'occupation amicale. À la célébration étaient présents le HMS Brilliant et un orchestre de Royal Marines. Sir Frederick Mason, l'ancien consul britannique aux îles Féroé durant la guerre, était également présent.

### Les pertes humaines

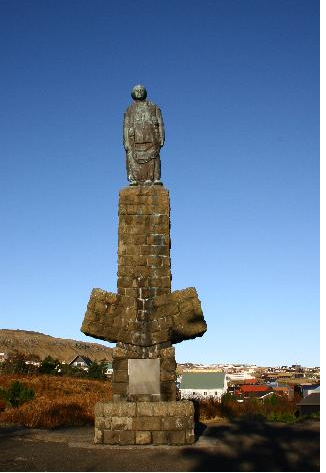
Minnisvarðin, à la mémoire des hommes morts en mer durant la Seconde Guerre mondiale. Par.

Plus de 200 marins des îles Féroé ont perdu la vie en mer durant l’occupation britannique, la plupart à cause de la guerre. Un monument se dresse à leur mémoire dans le parc municipal de Tórshavn. Plusieurs navires féroïens ont été bombardés ou coulés par des sous-marins allemands ou des mines dérivantes. Les bateaux de pêche féroïens pêchaient près de l'Islande et autour des îles Féroé, et transportaient leurs prises au Royaume-Uni pour les vendre.

## Aéroport
Le seul aérodrome des îles Féroé a été construit en 1942-1943 sur l'île de Vágar par les Royal Engineers de l'armée de terre britannique. La majeure partie du personnel britannique était stationnée à Vágar et travaillait surtout à cette construction. Bien que désaffecté après la guerre, l'aérodrome a été rouvert pour devenir l'aéroport civil de Vágar en 1963. La conduite à gauche était en vigueur sur les routes de l'île de Vágar jusqu'au départ des troupes britanniques des îles Féroé.

## Le statut du drapeau des îles Féroé

Drapeau des îles Féroé.

Par suite de l'occupation du Danemark par l'Allemagne, les navires féroïens n'étaient plus autorisés par l'Amirauté britannique à battre pavillon danois. Cette interdiction avait une portée considérable, vu l'importance de la flotte de pêche dans l'économie des îles Féroé. Après quelques discussions intenses entre les autorités d'occupation britanniques, celles des îles Féroé et le préfet danois, ainsi qu'entre le Bureau des Affaires étrangères britannique et l'ambassade du Danemark à Londres, le 25 avril 1940, les autorités britanniques ont reconnu le drapeau féroïen, le Merkið, comme pavillon des îles Féroé. Les armoiries traditionnelles de ces dernières ne furent cependant réintroduites qu'à l'entrée en vigueur de la loi d'autonomie le 23 mars 1948.

## Galerie de photos

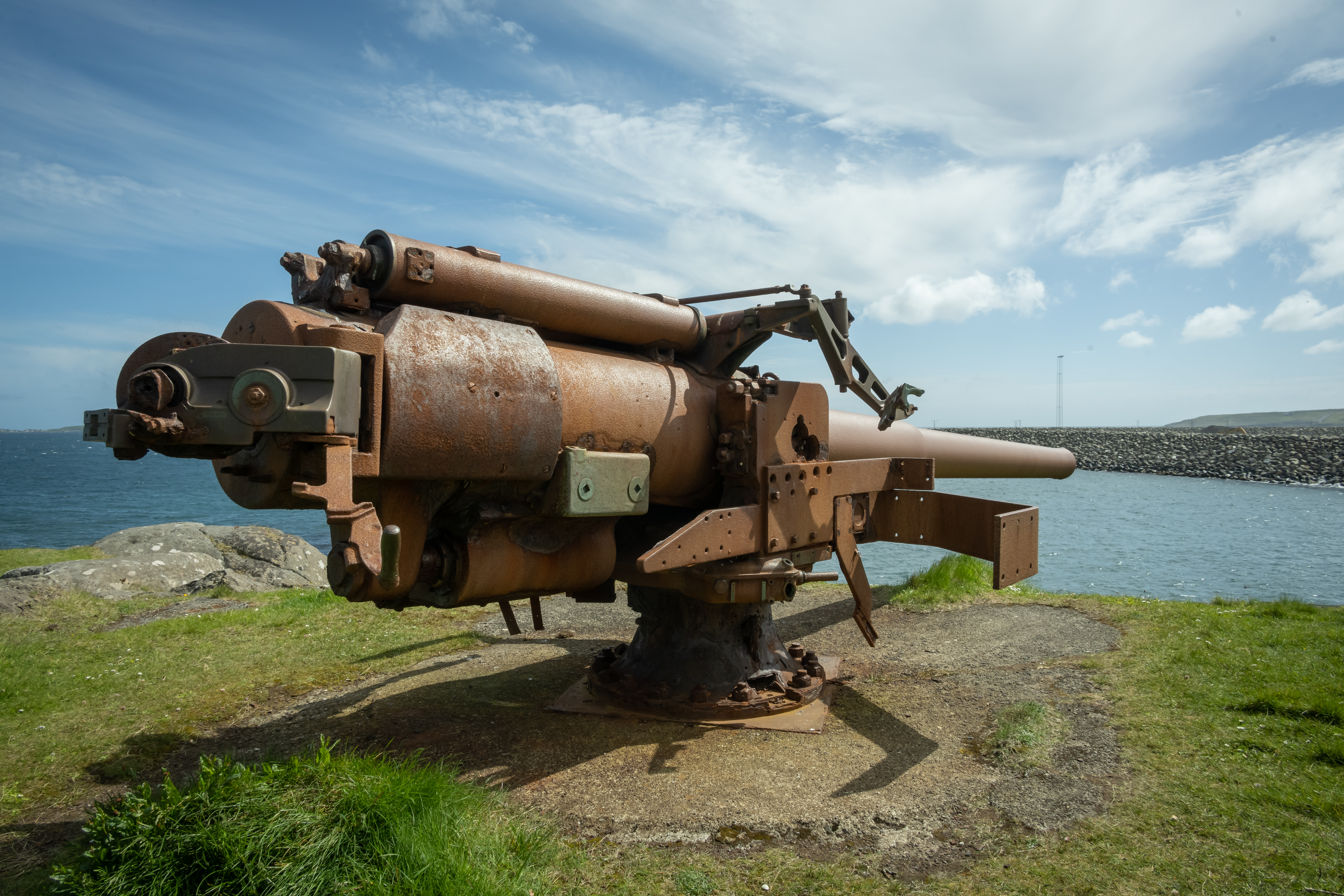
Canon naval britannique de la Seconde Guerre mondiale à la forteresse de Skansin, à Tórshavn.
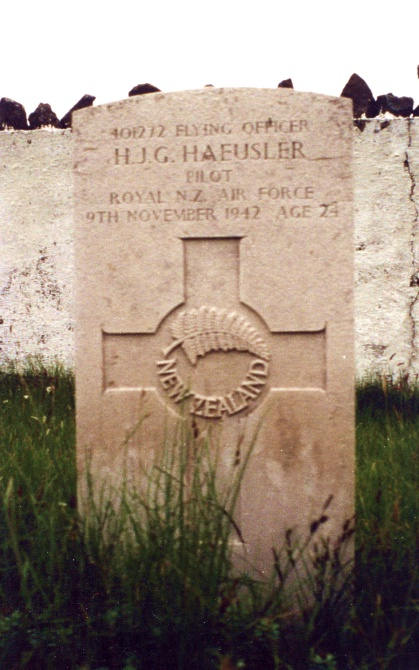
Tombe de H.J.G. Haeusler, pilote de la Royal New Zealand Air Force, près de l'aéroport de Vágar[11].
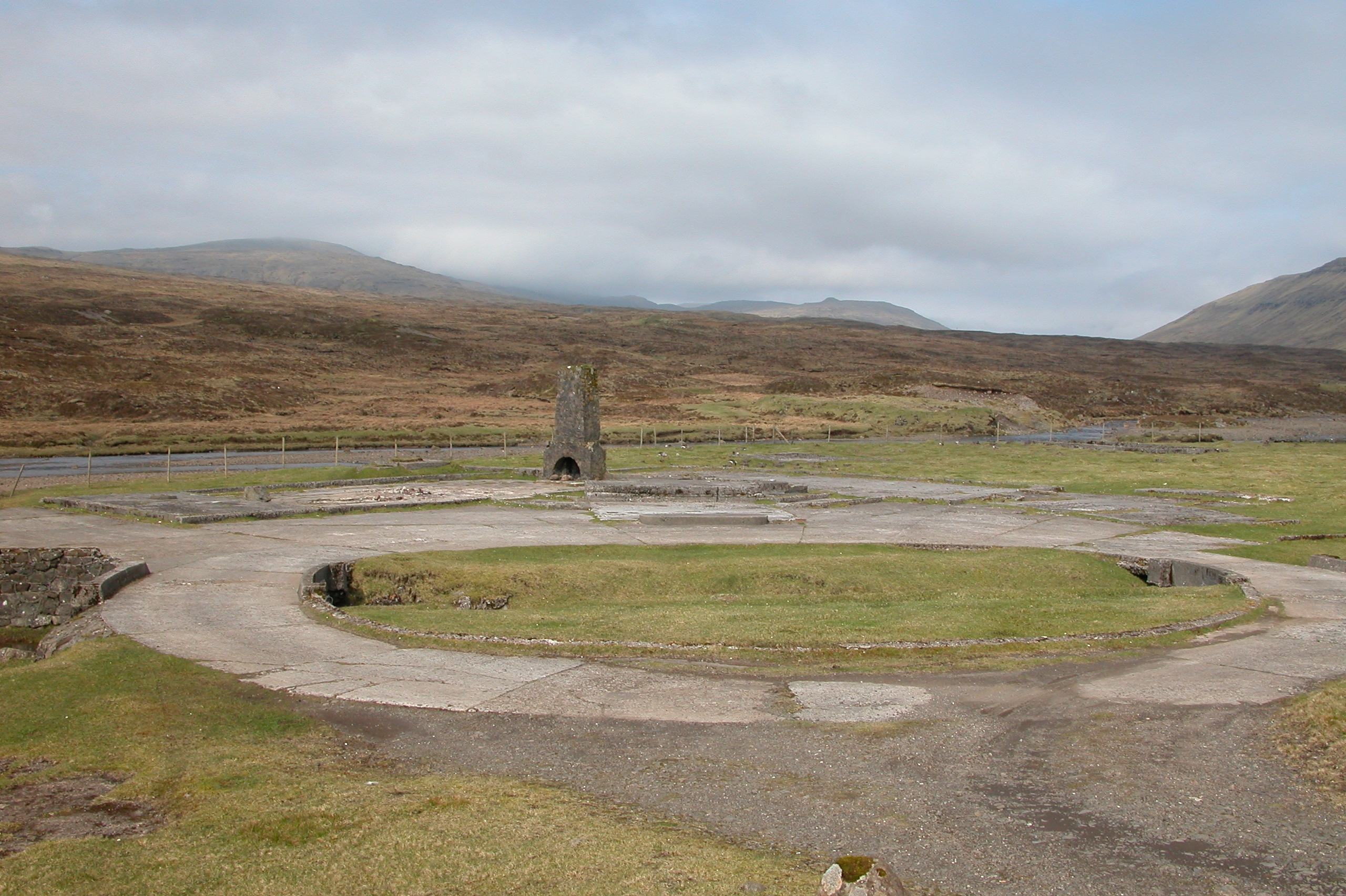
Ruines des baraquements britanniques à l'aéroport de Vágar.
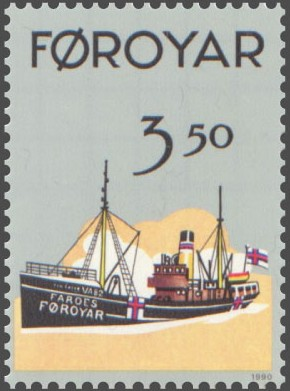
Timbre poste féroïen montrant le chalutier Nýggjaberg, perdu le 28 mars 1942.